# The ReVe Festival: Finale
The ReVe Festival: Finale é o primeiro álbum de compilação do grupo feminino sul-coreano Red Velvet. O álbum foi lançado em 23 de dezembro de 2019 pela SM Entertainment. O álbum foi anunciado e ficou disponível para pré-venda em 12 de dezembro de 2019, antes de ser lançado pela SM Entertainment em 23 de dezembro de 2019, com a Dreamus atuando como distribuidora da Coreia do Sul. Como o terceiro e último lançamento da trilogia The ReVe Festival, o álbum contém dezesseis faixas, incluindo quatro novas faixas, e todas as faixas do The ReVe Festival: Day 1 e The ReVe Festival: Day 2. Com o fundador da SM, Lee Soo-man, como produtor executivo, Finale inclui quatro novas músicas - "Psycho", "In & Out", "Remember Forever" e a inédita "La Rouge", com a primeira sendo o single do álbum (e posteriormente o terceiro e último single da trilogia). O álbum foi lançado em duas versões com ilustrações de pacotes diferentes, enquanto um EP digital incluindo apenas as quatro novas faixas também foi lançado na mesma data. 
Após seu lançamento, a coletânea musical foi um sucesso comercial nacionalmente e internacionalmente. Foi a décima primeira parada do grupo na Gaon Album Chart por duas semanas, enquanto foi a décima posição entre os três primeiros da Billboard World Albums Chart. Foi também o primeiro lançamento do grupo a entrar em várias paradas de álbuns da Europa, como a Spanish Albums Chart, Poland Albums Chart e Belgium Albums Chart. Seu single principal também foi um sucesso comercial e crítico, tornando-se o single mais alto do grupo desde "Power Up" e sua segunda parada na tabela Billboard World Digital Songs, seguindo "RBB (Really Bad Boy)" no final de 2018.

## Antecedentes e lançamento
Durante a aparição do grupo no Idol League em julho de 2019, Irene confirmou que seus planos futuros para 2019 incluiriam mais dois lançamentos da trilogia The ReVe Festival, nomeado Day 2 (que foi lançado posteriormente em 20 de agosto) e o Finale. O grupo então realizou suas duas primeiras noites para o terceiro concerto, intitulado "La Rouge" na Universidade da Coreia Hwa-jeong Tiger Dome, Seul, em novembro de 2019, onde estreou uma nova faixa exclusiva para o concerto, inicialmente conhecida como "Shining". O álbum foi anunciado pelas mídias sociais na meia-noite de 12 de dezembro de 2019, com prévias de fotos no estilo de pôsters de filmes com slogan; "Não tenha medo do escuro. Os fogos de artifício iluminarão o céu" e "Fique na magia mesmo depois do anoitecer. Os fogos de artifício começam". A lista de faixas também foi revelada na meia-noite de 15 de dezembro de 2019, revelando o título de quatro novas faixas, nomeadas "Psycho", "In & Out", "Remember Forever" e "La Rouge", sendo esta última conhecida anteriormente como "Shining". Foi então lançado em 23 de dezembro de 2019 para coincidir com a estreia do videoclipe de "Psycho". Enquanto a versão física contém duas edições de pacotes diferentes, com dezesseis músicas em sua lista de faixas, a versão digital é um extended play apenas com as quatro novas faixas.

## Composição
O álbum contém um total de dezesseis faixas, das quais doze foram retiradas dos dois extended plays do grupo da trilogia no mesmo ano. O single principal "Psycho" é uma faixa de R&B com influência de trap e future bass, começando com uma introdução instrumental "grandiosa operática", seguida de cordas pizzicato "dramáticas", acordes "clássicos" e "batidas de trap, com ruídos de sintetizadores", que marcou a música como seu sétimo single a cair sob o conceito "Velvet". Foi escrita pela compositora Kenzie, enquanto a produção foi feita pelo produtor Andrew Scott, a compositora Cazzi Opeia e EJAE, com arranjo adicional de Druski e Yoo Young-jin. Foi seguida por "In & Out", uma faixa synth-pop "arrepiante e de destaque", que também foi co-escrita por Kenzie e Opeia, a última co-produtora da música com a equipe de produção Moonshine. A terceira faixa "Remember Forever" é uma "doce" R&B e balada doo-wop, enquanto a última faixa "La Rouge" é uma música de show "jazzística", que contém elementos de jazz e funk. A faixa foi escrita e produzida por Andreas Öberg, Simon Petrén, Maja Keuc, Hwang Chan-hee e Hong So-jin, com o primeiro que co-produziu o single anterior do grupo "Umpah Umpah" (2019).

## Turnê e apresentações ao vivo
Após a apresentação inicial do grupo para "La Rouge" durante seu terceiro concerto de novembro de 2019, o Red Velvet fez sua primeira apresentação ao vivo para "Psycho" e "Remember Forever" no ReVe Festival FINALE Party em 22 de dezembro de 2019, que estreou exclusivamente  no V Live com uma participação limitada para os fãs do grupo. O grupo originalmente planejava apresentar o single principal ao vivo durante sua participação no SBS Gayo Daejeon em 25 de dezembro, no entanto, como a integrante Wendy sofreu ferimentos durante o ensaio, uma apresentação pré-gravada foi ao ar, o que acabou levando o grupo a se apresentar como quarteto para sua participação posterior. As quatro integrantes restantes acabaram por cobrir todas as partes cantadas de Wendy para sua apresentação ao vivo na 29° edição do Seoul Music Awards em 30 de janeiro de 2020, onde também conquistaram seu quinto prêmio principal consecutivo (Bonsang).

## Desempenho comercial
Após o seu lançamento, The ReVe Festival: Finale foi um sucesso comercial doméstico para o Red Velvet, estreando no topo da Gaon Album Chart e liderando a parada por duas semanas consecutivas. Finale não é apenas o primeiro do grupo a permanecer no topo da parada por mais de uma semana, o álbum estendeu seu recorde como o grupo feminino de K-pop com mais títulos número um na parada, tendo alcançado um total de onze líderes na tabela. Com apenas uma semana de rastreamento em dezembro de 2019, o álbum foi a terceira entrada mais vendida na edição de dezembro da Gaon Album Chart mensal e, posteriormente, o quinquagésimo sétimo álbum mais vendido de 2019. Em março de 2020, já havia vendido mais de 144.855 cópias. Além disso, o álbum alcançou o número três na tabela Billboard World Albums Chart, tornando-se o décimo álbum do grupo no top cinco na lista e até hoje, seu segundo lançamento para permanecer na parada por pelo menos dez semanas, após o Day 2, que passou um  total de treze semanas na parada. Ele também entrou na parada Billboard Tastemakers Albums no número três, tornando o Red Velvet o primeiro grupo feminino de K-pop e o quarto grupo geral a entrar na parada. O álbum continuou a ter sucesso em várias paradas de álbuns da Europa, sendo a primeira entrada do grupo nas tabelas Spanish Albums Chart, Polish Albums Chart e Belgium Ultratop Albums Chart.

## Lista de faixas
| N.º            | Título                                             | Letras                                                                | Música                                                                                                 | Arranjo                                                     | Duração |  |
| 1.             | "Psycho"                                           | Kenzie                                                                | Andrew Scott Cazzi Opeia EJAE                                                                          | Druski Yoo Young-jin                                        | 3:30    |  |
| 2.             | "In & Out"                                         | Kenzie                                                                | Kenzie Moonshine Cazzi Opeia                                                                           | Moonshine                                                   | 3:12    |  |
| 3.             | "Remember Forever"                                 | Lee Seuran Jang Yeo-jin (Lalala Studio)                               | Louise Frick Sveen Royal Dive                                                                          | Royal Dive                                                  | 3:07    |  |
| 4.             | "Eyes Locked, Hands Locked" (눈 맞추고, 손 맞대고) | Sumin                                                                 | Sumin                                                                                                  | Sumin Jeong Dong-hwan                                       | 4:11    |  |
| 5.             | "Ladies Night"                                     | Park Ji-yeon (Mono Tree)                                              | Chu Dae-gwan (Mono Tree) Andreas Öberg Maja Keuc                                                       | Chu Dae-gwan (Mono Tree)                                    | 3:56    |  |
| 6.             | "Jumpin"                                           | Kenzie                                                                | Kenzie Caesar & Loui Ylva Dimberg                                                                      | Caesar & Loui                                               | 3:35    |  |
| 7.             | "Love Is the Way"                                  | Goo Tae-woo Shin Hye-sun (Jam Factory)                                | Ryan S. Jhun Denzil “DR” Remedios Nermin Harambasic Rodnae “Chikk” Bell Courtney Woolsey Charite Viken | Denzil "DR" Remedios                                        | 3:32    |  |
| 8.             | "Carpool" (카풀; kapul)                            | Kenzie                                                                | Sophia Ayana Léon Paul Palmen Nathan Cunningham Marc Sibley                                            | Sophia Ayana Léon Paul Palmen Nathan Cunningham Marc Sibley | 3:27    |  |
| 9.             | "Umpah Umpah" (음파음파; eumpa-eumpa)              | Jeon Gandi                                                            | Christoffer Lauridsen Andreas Öberg Allison Kaplan                                                     | Christoffer Lauridsen Andreas Öberg                         | 3:40    |  |
| 10.            | "LP"                                               | Seo Ji-eum                                                            | Ryan S. Jhun Hanif Hitmanic Sabzevari Dennis DeKo Kordnejad Pontus PJ Ljung Anna Isbäck                | Ryan S. Jhun Hitmanic DeKo PJ                               | 3:26    |  |
| 11.            | "Parade" (안녕, 여름; Annyeong, Yeoreum)           | Seo Ji-eum                                                            | Fredrik Häggstam Johan Gustafsson Sebastian Lundberg Ylva Dimberg                                      | Trinity                                                     | 3:13    |  |
| 12.            | "Bing Bing" (친구가 아냐; Chinguga Anya)           | Kim Soo-jin (Jam Factory)                                             | Will Simms Ylva Dimberg Neil Athale                                                                    | Will Simms Ylva Dimberg Neil Athale                         | 3:22    |  |
| 13.            | "Milkshake"                                        | Kim Bo-eun (Jam Factory)                                              | Moonshine Cazzi Opeia Boots a.k.a. Per Kristian Ottestad                                               | Moonshine                                                   | 3:30    |  |
| 14.            | "Sunny Side Up!"                                   | Jeon Gandi                                                            | Moonshine Ellen Berg Cazzi Opeia                                                                       | Moonshine                                                   | 3:23    |  |
| 15.            | "Zimzalabim" (짐살라빔; Jimsallabim)               | Lee Seu-ran                                                           | Olof Lindskog Daniel Caesar Ludwig Lindell Hayley Aitken                                               | OLLIPOP Caesar & Loui                                       | 3:10    |  |
| 16.            | "La Rouge" (Faixa Especial)                        | JQ Moon Seo-ul Ahn Young-joo (makeumine works) mola (makeumine works) | Andreas Öberg Simon Petrén Maja Keuc Hwang Chan-hee Hong So-jin                                        | Simon Petrén                                                | 3:09    |  |
| Duração total: | Duração total:                                     | Duração total:                                                        | Duração total:                                                                                         | Duração total:                                              | 55:35   |  |

## Desempenho nas tabelas
| Tabela musical (2019–2020)                    | Melhor posição |
| --------------------------------------------- | -------------- |
| Bélgica (Ultratop Flandres)                   | 181            |
| Coreia do Sul (Gaon Albums)                   | 1              |
| Espanha (PROMUSICAE Albums)                   | 80             |
| Estados Unidos (Digital Albums)               | 22             |
| Estados Unidos (Billboard Independent Albums) | 8              |
| Estados Unidos (Billboard Top Heatseekers)    | 2              |
| Estados Unidos (Top Tastemaker Albums)        | 3              |
| Estados Unidos (Billboard Top Album Sales)    | 40             |
| Estados Unidos (Top World Albums)             | 3              |
| Japão (Oricon)                                | 24             |
| Japão (Billboard Japan Hot Albums)            | 45             |
| Polónia (ZPAV)                                | 45             |

| Tabela musical (2019)       | Posição |
| --------------------------- | ------- |
| Coreia do Sul (Gaon Albums) | 57      |

## Prêmios e indicações
| Crítica/Publicação | Lista                             | Posição | Ref    |
| ------------------ | --------------------------------- | ------- | ------ |
| Reddit K-Pop       | Álbum do Ano 2019                 | 1       | [ 32 ] |
| Reddit K-Pop       | Melhor Arte de Capa de Álbum 2019 | 1       | [ 32 ] |
| Idology Korea      | 2019: Álbum do Ano                | 1       | [ 33 ] |

| Crítica/Publicação | Lista           | Posição | Ref    |
| ------------------ | --------------- | ------- | ------ |
| Reddit K-Pop       | Álbum da Década | 1       | [ 34 ] |

| Canção   | Programa         | Canal | Data                  |
| -------- | ---------------- | ----- | --------------------- |
| "Psycho" | Music Bank       | KBS   | 3 de janeiro de 2020  |
| "Psycho" | Music Bank       | KBS   | 10 de janeiro de 2020 |
| "Psycho" | Music Bank       | KBS   | 24 de janeiro de 2020 |
| "Psycho" | Show! Music Core | MBC   | 4 de janeiro de 2020  |
| "Psycho" | Show! Music Core | MBC   | 11 de janeiro de 2020 |
| "Psycho" | Show! Music Core | MBC   | 18 de janeiro de 2020 |
| "Psycho" | Inkigayo         | SBS   | 5 de janeiro de 2020  |
| "Psycho" | Inkigayo         | SBS   | 12 de janeiro de 2020 |
| "Psycho" | Inkigayo         | SBS   | 19 de janeiro de 2020 |

## Histórico de lançamento
| Região | Data                   | Formatos                                 | Gravadoras               |
| ------ | ---------------------- | ---------------------------------------- | ------------------------ |
| Várias | 23 de dezembro de 2019 | LP download digital streaming EP digital | SM Entertainment Dreamus |